# Paul Johnson (ijshockeyer)
Paul Herbert Johnson (West St. Paul (Minnesota), 18 mei 1936 – 17 juli 2016) was een Amerikaans ijshockeyspeler. Johnson nam deel aan de Olympische Spelen van 1960 in eigen land, in de finale tegen Canada scoorde Johnson de eerste goal in de uiteindelijk met 2-1 gewonnen finale.